# Blackwater (Game of Thrones)
«Blackwater» es el decimonoveno episodio de la serie de televisión de fantasía medieval Game of Thrones, de la cadena HBO. George R. R. Martin, autor de la saga literaria Canción de hielo y fuego en la que se basa la serie, lo escribió y Neil Marshall lo dirigió. Se transmitió por primera vez el 27 de mayo de 2012.
La trama completa del episodio gira en torno a la climática Batalla de Aguasnegras, en la que el ejército Lannister defiende la ciudad de Desembarco del Rey de la flota de Stannis Baratheon, que ataca la capital de Poniente.
HBO concedió a los creadores de la serie una subida de presupuesto para mostrar los distintos aspectos de la batalla en pantalla. La banda The National adaptó la canción Las lluvias de Castamere, que aparece en la obra literaria, para los créditos finales. El episodio fue bien acogido por los críticos y recibió dos premios Emmy técnicos.

## Argumento
Ser Davos Seaworth (Liam Cunningham) comanda la flota de lord Stannis Baratheon (Stephen Dillane) hacia la bahía del Aguasnegras. Antes del inminente enfrentamiento bélico, Tyrion (Peter Dinklage) y Shae (Sibel Kekilli) discuten la posibilidad de una derrota de los Lannister al defender la ciudad. La Reina regente Cersei (Lena Headey) pide al Gran Maestre Pycelle (Julian Glover) un poderoso veneno, para ser usado si la ciudad cae a manos de Stannis. Fuera de la Fortaleza Roja, Bronn (Jerome Flynn) bebe y canta junto a sus hombres, pero el ambiente se enfría con la llegada de Sandor "El Perro" Clegane (Rory McCann). La tensión crece entre Bronn y el Perro, pero antes de que puedan pelear entre ellos, la campana suena anunciando que la flota de Stannis ha llegado a Desembarco del Rey. Lord Varys (Conleth Hill) le lleva a Tyrion un mapa de los túneles que hay bajo la ciudad, tal como éste como le había pedido. Varys está alarmado por la aparente asociación de Stannis con artes oscuras, ya que escuchó que ha iniciado una relación con una sacerdotisa roja. El rey Joffrey (Jack Gleeson) se dispone a liderar jubiloso la defensa de la Fortaleza Roja y ordena a su prometida, Sansa Stark (Sophie Turner), que de forma humillante bese su espada, asegurándole que algún día la usaría para matar a su hermano Robb. Las mujeres nobles y los niños de la corte se ocultan en el Torreón de Maegor, siendo custodiados por Ser Ilyn Payne (Wilko Johnson), el verdugo real, que según Cersei será su protector. Tras emborracharse, Cersei tiene varias conversaciones con Sansa, burlándose de su inocencia y advirtiéndole de que será violada si la ciudad cae.
Mientras la flota de Stannis se acerca a tierra, son interceptados por un solo barco desde Desembarco del Rey, que parece vacío y desarmado. Davos se da cuenta demasiado tarde de que es una trampa; el barco está repleto de una sustancia explosiva llamada fuego valyrio que es detonada frente a su flota. Varios barcos son instantáneamente destruidos en una nuble de fuego verde, matando a muchos de sus tripulantes. No obstante, Stannis ordena a los hombres restantes que aborden la playa en pequeños botes y asalten la ciudad por la pequeña Puerta del Lodazal. Tyrion ordena al Perro que lidere el contraataque, junto con Lancel Lannister (Eugene Simon). Los defensores aguantan a los soldados de Stannis frente a la ciudad. Lancel es herido y huye al Torreón de Maegor, mientras el Perro deserta de la Guardia Real tras ver una carga de soldados enemigos en llamas, sucumbiendo a su miedo al fuego. El propio Stannis lidera la avanzadilla que ataca la Puerta del Lodazal, obteniendo poca resistencia. En el torreón, Cersei intenta interrogar a Shae y casi consigue conocer su verdadera identidad, mientras Sansa descubre el verdadero propósito de la presencia de Ser Ilyn en la estancia: matar a todas las personas que se encuentren dentro del torreón si Stannis conquista la capital.
Lancel llega al torreón e informa a la reina Cersei de que los atacantes están en las puertas de la ciudad. Cersei ordena a su primo que traiga de vuelta al rey a la Fortaleza Roja. Joffrey accede a abandonar la batalla, dejando en su lugar a uno de sus Guardias Reales, Ser Mandon Moore (James Doran), para representarle frente a las tropas. Tyrion toma el control de los hombres restantes, inspirándolos con un discurso y liderándolos a través de los túneles del mapa que le entregó Varys, permitiéndoles flanquear a las tropas de Stannis. Lancel vuelve al torreón y pide a la reina que Joffrey vuelva a la batalla, causando que Cersei le golpee y abandone el torreón junto a su hijo, el príncipe Tommen (Callum Wharry), dejando a las demás mujeres nobles con Ser Ilyn. Sansa reúne a las asustadas damas en una oración, pero es convencida por Shae para que escape de la torre y vuelva a sus aposentos. Cuando llega a sus dependencias, se encuentra allí al Perro, que pretende abandonar la ciudad y propone a Sansa huir con él al norte.
Tyrion, habiendo conducido a sus hombres a través de los túneles, ataca por sorpresa a los hombres de los Baratheon desde la retaguardia, derrotándolos. Pero cuando ya celebraban la victoria, otro grupo de hombres de Stannis llega a las puertas. Mientras Tyrion pelea, es sorprendentemente atacado por Ser Mandon. Tyrion resulta herido, pero antes de ser asesinado, su escudero Podrick Payne (Daniel Portman) mata a Ser Mandon. Un semiinconsciente Tyrion llega a ver cómo el ejército de Stannis es atacado por sorpresa por unas fuerzas a caballo lideradas por Tywin Lannister. Stannis, que pretende seguir luchando, es arrastrado por sus hombres fuera de la batalla. Cersei, que se encuentra en el salón del trono con Tommen, está a punto de tomar el veneno que obtuvo de Pycelle, cuando su padre lord Tywin Lannister (Charles Dance) y Ser Loras Tyrell (Finn Jones) entran en la estancia y declaran que han ganado la batalla.

## Producción

### Concepción y desarrollo
«Blackwater» representa la primera gran batalla en la serie: la confrontación entre las fuerzas de Stannis Baratheon y las de los Lannister hacia la que confluye toda la temporada. Durante la primera temporada no fue posible recrear la Batalla del Forca Verde, que ocurre durante el episodio «Baelor» fuera de pantalla, por motivos presupuestarios. Igualmente, en los primeros borradores del guion, la batalla tenía lugar también fuera de pantalla y la audiencia habría visto la mayor parte de los acontecimientos a través de los ojos de Cersei Lannister y Sansa Stark, que permanecían ocultas en el Torreón de Maegor mientras el combate se libraba fuera. Sin embargo, los showrunners David Benioff y D. B. Weiss convencieron a HBO para aprobar un «considerable» aumento del presupuesto de la serie con la finalidad de poder mostrar la batalla en pantalla. Weiss comentó posteriormente que no haber mostrado la batalla hubiese «matado» el clímax de la temporada. HBO concedió algo más de dos millones de dólares sólo para el episodio.
Aun con recursos limitados, los productores decidieron no crear escenas bélicas masivas como las mostradas en la Batalla del Abismo de Helm de El Señor de los Anillos: las dos torres, sino centrar la acción en la infantería, obstaculizada como está por la niebla de guerra. Benioff y Weiss comentaron que esto también permite a la serie ahondar en la empatía de sus espectadores hacia los personajes participantes en la confrontación, con los que ya están mucho más familiarizados que con los de una película de dos horas. Ambos también resistieron presiones para centrar exclusivamente la batalla en tierra, lo que habría sido mucho más fácil de rodar, porque consideraban que el enfrentamiento naval era esencial para la trama principal de la serie.

### Guion y reparto

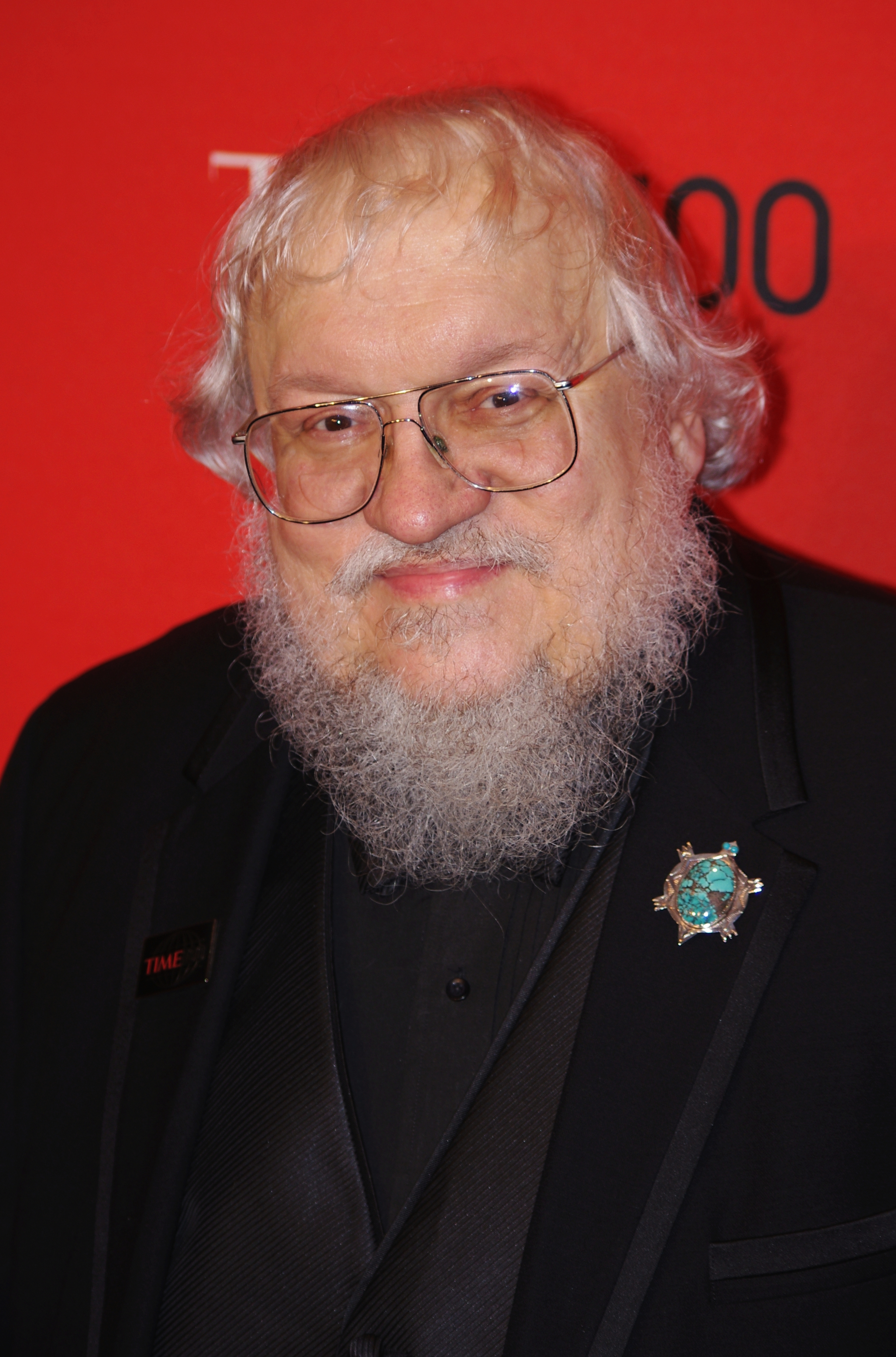
George R. R. Martin, autor de las novelas en las que se basa la serie, escribió «Blackwater».

George R. R. Martin —autor de la saga literaria Canción de hielo y fuego en la que se basa la serie— escribió el guion del capítulo. Para este episodio, adaptó material de los capítulos comprendidos entre el 58 y el 63 (Sansa V, Davos III, Tyrion XIII, Sansa VI, Tyrion XIV y Sansa VII) de su novela Choque de reyes. Martin comentó que «Blackwater» fue más complicado de redactar que el episodio que escribió para la primera temporada, «Por el lado de la punta», puesto que las limitaciones presupuestarias hacían más difícil narrar la batalla a gran escala que se describe en el libro. Uno de los acontecimientos de la batalla que la novela describe y la serie no pudo reproducir, fue la estrategia naval que Tyrion Lannister aplica contra la flota de Stannis: manda a forjar una cadena enorme que arrincona los barcos de los hombres de Rocadragón, aumentando el caos. Un mes después de recibir el guion de manos de Martin, Benioff y Weiss llamaron al novelista para pedirle que retirara dicho acontecimiento del libreto por motivos presupuestarios. Según Benioff, la escena final, en la que Cersei está a punto de envenenar a su hijo Tommen para luego tomar ella misma el veneno, se inspiró en los acontecimientos previos al suicidio de Magda Goebbels, que también envenenó a sus hijos.
En «Blackwater» aparecen menos personajes principales que en cualquier otro episodio de la serie hasta la fecha, once de los veinticinco. El episodio está centrado en los personajes de la corte real de Desembarco del Rey, que comprenden a Tyrion Lannister (Peter Dinklage), Joffrey Baratheon (Jack Gleeson), Cersei Lannister (Lena Headey), Sansa Stark (Sophie Turner), Shae (Sibel Kekilli), Varys (Conleth Hill), Bronn (Jerome Flynn) y Sandor Clegane (Rory McCann), así como en sus oponentes en la batalla: Stannis Baratheon (Stephen Dillane) y Davos Seaworth (Liam Cunningham). Tywin Lannister (Charles Dance) hace una pequeña aparición al final del episodio, cuando su ejército cambia el curso de la batalla. El resto de actores principales no aparecen en los títulos de crédito.
Entre los secundarios, se destacan Julian Glover como el Gran Maestre Pycelle, Kerr Logan como Matthos Seaworth, Daniel Portman como Podrick Payne y Eugene Simon como Lancel Lannister. Finn Jones tiene una breve aparición al final del episodio como Ser Loras Tyrell. Tony Way y Roy Dotrice retoman sus papeles como Ser Dontos Holland y el piromante Hallyne, respectivamente, ambos sin diálogo.

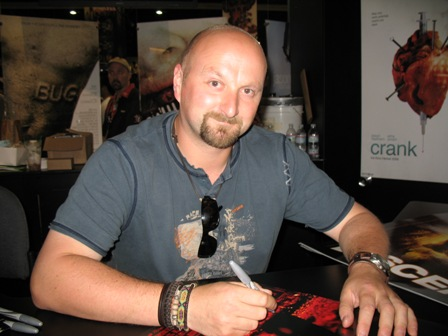
Neil Marshall, director del episodio.

### Rodaje
El director británico Neil Marshall conocía Game of Thrones por los avances y había solicitado, sin éxito, un rol como director en la serie dada su experiencia con películas de acción y terror. Una semana antes del rodaje del episodio, el director asignado para filmarlo tuvo que abandonar la producción por problemas personales y se necesitaba un reemplazo rápidamente. Benioff y Weiss aprobaron la participación de Marshall por sus trabajos en Centurion y Dog Soldiers, donde creó secuencias de intensa acción con presupuestos ajustados. Martin elogió especialmente la elección del director inglés, sobre todo por su trabajo en The Descent, película que el novelista considera «la mejor película de terror de los últimos veinte años». Marshall comenzó el rodaje tras dos semanas de preparación, que incluyeron el visionado completo de la primera temporada de la serie. Evitó tomar ideas de la representación de la batalla del Abismo de Helm de El Señor de los Anillos: las dos torres porque era, según Marshall, «una comparación obvia». Sin embargo, sí se inspiró en otros largometrajes como Los vikingos o Kingdom of Heaven.
Se consiguió reunir a unos doscientos extras. Benioff y Weiss describieron la grabación como «más o menos un mes consecutivo de rodajes nocturnos». A diferencia del libro, la batalla tiene lugar de noche, puesto que según Benioff, el departamento de efectos visuales lo creía más conveniente para aplicar mejoras por ordenador a las tomas rodadas. El frío y el ambiente húmedo de Belfast extenuó tanto a los actores y extras, dijeron, que el cansancio mostrado en pantalla fue real, y que no necesitaron de maquinaria para generar viento y lluvia. El episodio requirió de muchas más tomas con efectos visuales que cualquier otro. El departamento de efectos especiales desarrolló una catapulta que disparaba bolsas de ardiente napalm verde para la explosión de fuego valyrio, pero posteriormente decidieron recolorear el fuego real a color verde. Marshall añadió muchas de las escenas gore durante la batalla que el guion no describía en detalle y para las cuales se usaron técnicas tradicionales. Las escenas que tienen lugar dentro de la ciudad fueron rodadas en Croacia, igual que el resto de la temporada.

### Música
La canción que cantan los soldados Lannister antes de la batalla y que acompaña a los créditos finales, «The Rains of Castamere» (Las Lluvias de Castamere), fue adaptada directamente de las novelas Canción de hielo y fuego por el compositor de la serie Ramin Djawadi. La versión de los créditos finales la interpretó el vocalista estadounidense Matt Berninger junto a su grupo de indie rock The National.
Según las novelas, la canción versa sobre la victoria de Tywin Lannister sobre una rebelión de vasallos liderada por la Casa Reyne de Castamere, unos cuarenta años antes de los acontecimientos descritos en la serie y novelas. La estancia de la canción habla sobre el desafío del vasallo –And who are you, the proud lord said / That I must bow so low? («Y quién sois vos, preguntó el orgulloso señor / para haceros tales reverencias?»)– y de la subsecuente destrucción de su casa: But now the rains weep o'er his hall / With no one there to hear («pero ahora las lluvias lloran en sus salones / y nadie oírlas puede»).

## Recepción

### Emisión
El episodio se emitió por primera vez el 27 de mayo de 2012 por la cadena de cable estadounidense HBO obteniendo 3,38 millones de espectadores. Un par de horas más tarde, el episodio fue emitido de nuevo, obteniendo 0,83 millones de televidentes. Esto representó un descenso del 13% con respecto al récord de espectadores obtenido con el episodio anterior, «Un príncipe de Invernalia». James Hibberd, de la revista Entertainment Weekly, atribuyó este descenso de espectadores a la coincidencia de la emisión con el Día de los Caídos, que generalmente suele reducir en un 20% la cantidad de personas que ven televisión. En España, la cadena por satélite Canal+ emitió el capítulo por primera vez el 18 de junio de 2012, a las diez de la noche.

### Crítica

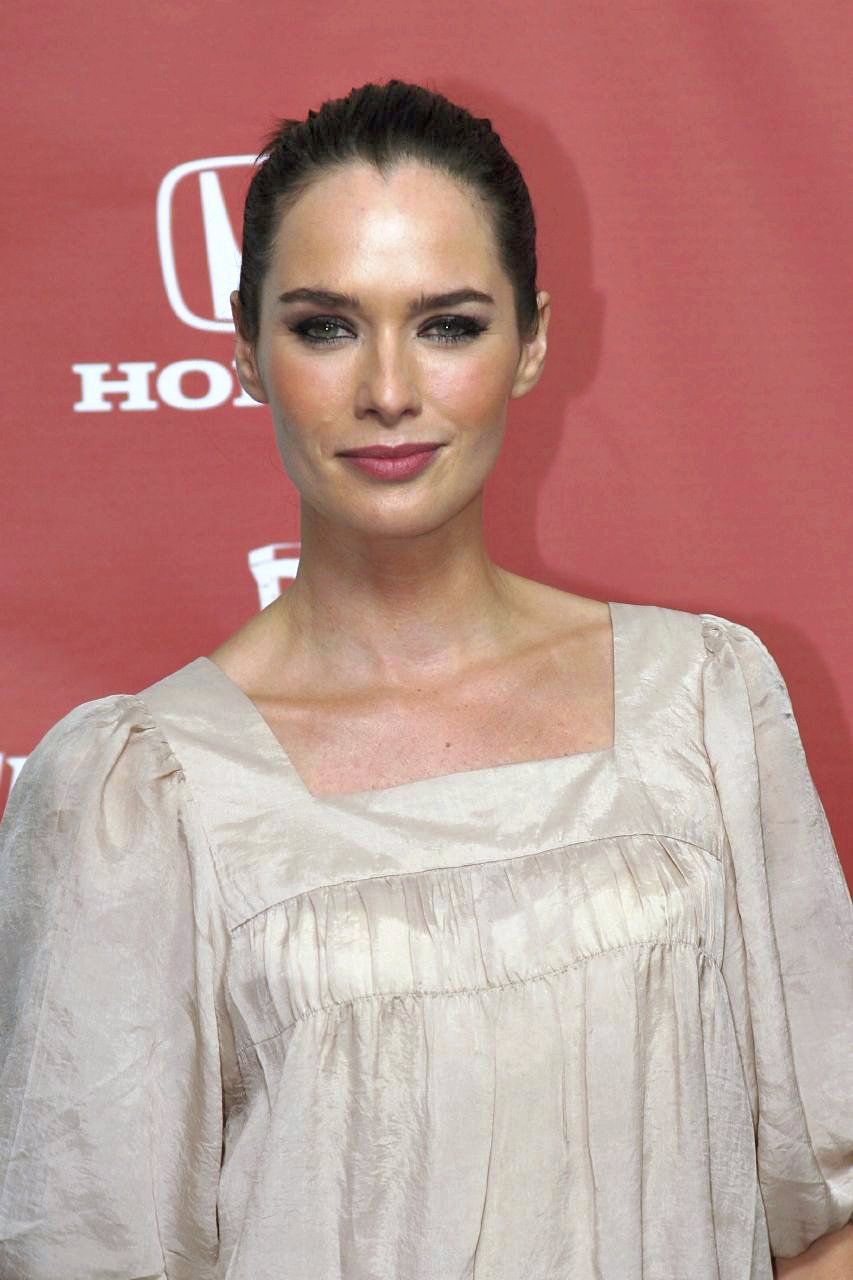
Lena Headey, intérprete de Cersei Lannister, fue elogiada por la actuación realizada en el episodio.

Los críticos recibieron muy bien «Blackwater»: Para la revista Time, el episodio fue «el mejor de la temporada». GQ fue más allá y lo consideró «posiblemente la mejor hora emitida en televisión» de todo el año», para Rolling Stone fue «el mejor episodio de la serie emitido hasta la fecha», y Entertainment Weekly lo describió como «sin duda la mejor secuencia de batalla que se haya producido para la televisión», superando las mostradas en las miniseries ambientadas en la Segunda Guerra Mundial Band of Brothers y The Pacific, también de HBO. El director Neil Marshall calificó la reacción de la crítica y fans al episodio como «abrumadora», declarando que no había visto tal recibimiento a un episodio de una serie de televisión nunca.
Los críticos destacaron el impacto emocional de la batalla y la escala épica, que aunque mucho más reducida en comparación con su descripción en Choque de reyes, fue más allá de lo intentado por cualquier otra serie, de acuerdo con Todd VanDerWerff de A.V. Club. Señaló especialmente la actuación de Lena Headey como una reina Cersei cada vez más cínica, borracha y desesperada, al igual que la poco sentimental representación de la guerra como una empresa terrible y costosa, también interpretada por VanDerWerff como una crítica a «los tipos de sistemas políticos que la perpetúan». En una de las pocas críticas negativas, Ryan McGee también de A.V. Club indicó que la acción del episodio era difícil de seguir debido a las escenas nocturnas, su ritmo atropellado y su impacto emocional menor respecto al episodio de la primera temporada «Baelor».

### Premios
El 14 de junio de 2012, Neil Marshall recibió una nominación para un Premio PAAFTJ de televisión en la categoría de Mejor director de una serie de drama. El 8 de julio de 2012 fue el ganador de la categoría en la primera ceremonia de los premios.
En la 64.ª edición de los premios Emmy, el episodio obtuvo dos galardones en las categorías de mejor edición de sonido y mejor mezcla de sonido. Sobre ello, Martin lamentó que Marshall no hubiese recibido una nominación a la mejor dirección por el episodio.